# Georges Anglade
Georges Anglade (Puerto Príncipe, 18 de julio de 1944 – ibídem, 12 de enero de 2010) fue un destacado escritor, político, y geógrafo haitiano-canadiense. Fue asesor y ministro de los presidentes Jean-Bertrand Aristide y René Préval en los años 1990, murió junto con su esposa Mireille Neptune, los dos de 65 años, durante el terremoto de Haití de 2010.
Los familiares de Anglade dieron a conocer que este y su mujer perdieron la vida entre los escombros de la casa de unos amigos que visitaban en un barrio de Puerto Príncipe.
Anglade, que se opuso a la dictadura de los Duvalier (Francois, papá Doc y Jean-Claude, Daby Doc) nació en la capital haitiana y viajó a ésta junto con su esposa para tomar parte en un festival literario a nivel internacional, denominado `Viajeros sorprendentes`. 
Ese acontecimiento iba a comenzar en Puerto Príncipe este día, con la asistencia de unos 50 escritores locales y extranjeros. 
Anglade salió de Haití a Francia en 1965 y cuatro años después se doctoró en el Centro de Geografía Aplicada de Estrasburgo. 
En 1969 vino a radicar a esta ciudad francófona canadiense, donde fue uno de los creadores de la Universidad de Quebec en Montreal, donde enseñó geografía social hasta 2002. 
Los presidentes Aristide y Preval lo nombraron asesor y ministro, posteriormente se dedicó a la literatura y publicó últimamente `Les blancs de mémoire`, `Leurs jupons dépassent` y `Et si Haîti déclarait la guerra aux USA?`, entre otros. En 1984 fue ganador del Premio Internacional de Geografía, en 1999 se reconoció su labor mediante una mención de honor del Premio Internacional José Martí.

### Ficción
- Anglade, Georges (1999). Les blancs de mémoire : lodyans. [Montréal]: Boréal. ISBN 978-2-89052-969-4.
- ———————— (2002). Ce pays qui m'habite : lodyans. Outremont, Québec: Lanctôt. ISBN 978-2-89485-240-8.
- ———————— (2004). Leurs jupons dépassent : lodyans. Outremont, Québec: Lanctôt. ISBN 978-2-89485-265-1.
- ———————— (2004). Et si Haïti déclarait la guerre aux USA?. Montréal: Ecosociété. ISBN 978-2-923165-02-8.
- ———————— (2006). Rire haïtien : les lodyans de Georges Anglade = Haitian laughter : a mosaic of ninety miniatures in French and English (Ed. bilingüe. edición). Coconut Creek, FL: Educa Vision. ISBN 978-1-58432-359-4.

### No ficción
- ———————— (1974). L'espace haïtien. Montréal: Presses de l'Université du Québec. ISBN 0-7770-0115-2.
- ———————— (1977). Mon pays d'Haïti. Montréal / Port-au-Prince: Presses de l'Université du Québec / Éd. de l'Action sociale. ISBN 0-7770-0197-7.
- ———————— (1982). Espace et liberté en Haïti. Montréal: ERCE & CRC. ISBN 2-920418-01-7.
- ———————— (1982). Atlas critique d'Haïti. Montréal: Université du Québec à Montréal. ISBN 2-920418-00-9.
- ———————— (1990). Cartes sur table. Etudes et recherches critiques d'espace. Port-au-Prince, Haïti: Editions Henri Deschamps. ISBN 2-920418-06-8.
- ———————— (1990). La chance qui passe. Port-au-Prince: Opération Lavalas. OCLC 33333441.
- ———————— (2008). Chronique d'une espérance. Port-au-Prince: [s. n.] ISBN 978-99935-94-04-8.